# Stamford Transportation Center
Stamford Transportation Center (ou Stewart B. McKinney Transportation Center) est une gare ferroviaire des États-Unis, située sur le territoire de la ville de Stamford dans l'État du Connecticut. La gare possède un Code AITA: ZTF grâce au partenariat entre United Airlines et Amtrak.

## Histoire
Elle a été construite en 1987.

## Service des voyageurs

### Desserte
Elle est desservie par des liaisons longue-distance Amtrak :
- l'Acela: train à grande-vitesse Boston (Massachusetts) - Washington (District of Columbia)
- le Northeast Regional: Boston (Massachusetts) - Newport News (Virginie)
- le Vermonter: St. Albans (Vermont) - Washington (District of Columbia)

Deux autres services plus régionaux:
- le ConnDot: Shore Line East
- le Metro-North Railroad:
  - New Haven Line
  - New Canaan Branch
  - Danbury Branch